# Ladislav Chudík
Ladislav Chudík (Kisgaram, 1924. május 27. – Pozsony, 2015. június 29.) szlovák színművész.

## Élete
Gimnáziumi tanulmányait Körmöcbányán végezte. 1943 és 1945 között a Pozsonyi Egyetem Bölcsészettudományi karán tanult, majd az Állami Konzervatórium drámai tagozatán szerzett diplomát. 1944 és 1946 között illetve 1951-től a Szlovák Nemzeti Színház tagja. 1949-től 1984-ig a Konzervatórium tanára, 1964-től docense. 1968-ban rövid időre Bécsbe emigrált, de hamarosan hazatért. 1989–90-ben kulturális miniszter volt a Szlovák Köztársaságban. Kiválóan beszélt magyarul.

## Filmszerepei
- Varuj…! (1947) …. huszár
- Bílá tma (1948)
- Vlčie diery (1948) …. Štefan Svrčina
- Kozie mlieko (1950)
- Priehrada (1950) …. betonépítő
- Boj sa skončí zajtra (1951) …. parlamenti képviselő
- Lazy sa pohli (1952) …. Jano Kováč
- Nástup (1952) …. Bagár
- Expres z Norimberka (1953)
- Můj přítel Fabián (1953) ….Trojan
- Neporažení (1956) …. Richter vezérkari százados
- Černý  prapor (1958) …. őrnagy
- Posledný návrat (1958) …. Peter
- V hodine dvanástej (1958) …. SS tiszt
- Kapitán Dabač (1959) …. Vladimír Dabač kapitány
- Muž, ktorý sa nevrátil (1959) …. Kovalský
- Osení (1960) …. Kvapil
- Pieseň o sivom holubovi (1961) …. Milan apja
- Pohled do očí (1961) …. Krepnár
- A gyáva (Zbabělec, 1961) …. Bodnár tanár úr
- Éjféli mise (Polnočná omša, 1962) ….Paľo Kubiš
- Tvár v okne (1963) …. Rajčáni
- Výhybka (1963) …. Ferenčík
- Smrť prichádza v daždi (1965) …. Jakubec őrnagy
- Gyilkos a túlvilágról (Vrah zo záhrobia, 1966) …. Jakubec őrnagy
- Volanie démonov (1967) …. Jakubec őrnagy
- Nincs más út (Niet inej cesty, 1968) …. von Hagern
- Luk královny Dorotky (1970) …. tisztviselő, professzor
- Podezření (1972) …. Born
- Do zbrane, kuruci! (1974) …. Prónay ezredes
- Szokolova (Sokolovo, 1974) …. Ludvík Svoboda
- Trofej neznámeho strelca (1974) …. Takáč
- Šepkajúci fantóm (1975) …. Jakubec őrnagy
- Az idők kezdetén (1975) …. Báró Winkler
- Do posledného dychu (1976) …. Röder
- Jeden stříbrný (1976) …. Borodáč úr
- Osvobození Prahy (1976) …. Ludvík Svoboda
- A szabadság katonái (Vojaci slobody, 1976) …. Ludvík Svoboda
- A sókirályfi menyasszonya (Soľ nad zlato, 1982) …. Sókirály
- Putování Jana Amose (1983) …. Comenius
- Výlet do mladosti (1983) …. Tomáš Štefan író
- Zabudnite na Mozarta (1985) …. Haydn
- Velká filmová loupež (1986) …. Comenius
- Všichni moji blízcí (1999) …. az idős Silberstein
- Kawasakiho růže (2009) …. Kafka

## Tévéfilmek
- Vivát, Benyovszky!  (tévésorozat, 1975) …. Csicserin
- Kórház a város szélén (Nemocnice na kraji mesta, tévésorozat, 1978–1981) …. Dr. Sova
- Kórház a város szélén 20 év múlva (Nemocnice na kraji mesta po dvaceti letech, tévésorozat 2003) …. Dr. Sova
- Kórház a város szélén - új végzet (Nemocnice na kraji mesta - nove osudy, 2008) .... Dr. Sova

## Színházi szerepei
- Shakespeare: A makrancos hölgy (1946) .... Petruccio
- Shakespeare: Rómeó és Júlia (1957) .... Mercutio
- Shakespeare: Macbeth (1959) .... Macbeth
- Arthur Miller: Bűnbeesés után (1964) .... Quentin
- Hviezdoslav: Heródes és Heródiás (1970) .... Heródes